# Barlin
Barlin és un municipi francès situat al departament del Pas de Calais i a la regió dels Alts de França. L'any 2007 tenia 7.619 habitants.

## Demografia

### Població
El 2007 la població de fet de Barlin era de 7.619 persones. Hi havia 3.052 famílies de les quals 941 eren unipersonals (303 homes vivint sols i 638 dones vivint soles), 783 parelles sense fills, 997 parelles amb fills i 331 famílies monoparentals amb fills.
La població ha evolucionat segons el següent gràfic:
Habitants censats

### Habitatges
El 2007 hi havia 3.266 habitatges, 3.113 eren l'habitatge principal de la família, 7 eren segones residències i 146 estaven desocupats. 2.919 eren cases i 333 eren apartaments. Dels 3.113 habitatges principals, 1.210 estaven ocupats pels seus propietaris, 1.700 estaven llogats i ocupats pels llogaters i 203 estaven cedits a títol gratuït; 60 tenien una cambra, 158 en tenien dues, 687 en tenien tres, 1.093 en tenien quatre i 1.114 en tenien cinc o més. 2.266 habitatges disposaven pel capbaix d'una plaça de pàrquing. A 1.441 habitatges hi havia un automòbil i a 900 n'hi havia dos o més.

### Piràmide de població
La piràmide de població per edats i sexe el 2009 era:
| Homes | Edats   | Dones |
| ----- | ------- | ----- |
| 0     | 95 o +  | 12    |
| 8     | 90 a 94 | 28    |
| 8     | 85 a 89 | 92    |
| 36    | 80 a 84 | 120   |
| 80    | 75 a 79 | 212   |
| 96    | 70 a 74 | 204   |
| 196   | 65 a 69 | 252   |
| 148   | 60 a 64 | 152   |
| 120   | 55 a 59 | 148   |
| 220   | 50 a 54 | 188   |
| 272   | 45 a 49 | 316   |
| 296   | 40 a 44 | 260   |
| 252   | 35 a 39 | 252   |
| 296   | 30 a 34 | 296   |
| 280   | 25 a 29 | 292   |
| 252   | 20 a 24 | 324   |
| 364   | 15 a 19 | 328   |
| 280   | 10 a 14 | 248   |
| 260   | 5 a 9   | 312   |
| 228   | 0 a 4   | 232   |

## Economia
El 2007 la població en edat de treballar era de 4.919 persones, 3.104 eren actives i 1.815 eren inactives. De les 3.104 persones actives 2.583 estaven ocupades (1.510 homes i 1.073 dones) i 521 estaven aturades (259 homes i 262 dones). De les 1.815 persones inactives 448 estaven jubilades, 503 estaven estudiant i 864 estaven classificades com a «altres inactius».

### Ingressos
El 2009 a Barlin hi havia 3.065 unitats fiscals que integraven 7.527 persones, la mediana anual d'ingressos fiscals per persona era de 13.165 €.

### Activitats econòmiques
Dels 150 establiments que hi havia el 2007, 1 era d'una empresa extractiva, 5 d'empreses alimentàries, 2 d'empreses de fabricació d'altres productes industrials, 14 d'empreses de construcció, 43 d'empreses de comerç i reparació d'automòbils, 6 d'empreses de transport, 13 d'empreses d'hostatgeria i restauració, 1 d'una empresa d'informació i comunicació, 6 d'empreses financeres, 7 d'empreses immobiliàries, 6 d'empreses de serveis, 28 d'entitats de l'administració pública i 18 d'empreses classificades com a «altres activitats de serveis».
Dels 51 establiments de servei als particulars que hi havia el 2009, 1 era una comissaria de policia, 1 oficina de correu, 3 oficines bancàries, 3 funeràries, 8 tallers de reparació d'automòbils i de material agrícola, 2 autoescoles, 2 paletes, 2 guixaires pintors, 4 lampisteries, 2 electricistes, 9 perruqueries, 1 veterinari, 4 restaurants, 3 agències immobiliàries, 2 tintoreries i 4 salons de bellesa.
Dels 22 establiments comercials que hi havia el 2009, 1 era un hipermercat, 1 una gran superfície de material de bricolatge, 5 fleques, 1 una fleca, 1 una botiga de congelats, 2 llibreries, 1 una llibreria, 3 botigues de mobles, 1 una botiga de mobles, 3 drogueries i 3 floristeries.
L'any 2000 a Barlin hi havia 8 explotacions agrícoles que ocupaven un total de 392 hectàrees.

## Equipaments sanitaris i escolars
El 2009 hi havia 1 centre de salut i 4 farmàcies.
El 2009 hi havia 2 escoles maternals i 5 escoles elementals. A Barlin hi havia 1 col·legi d'educació secundària i 1 liceu tecnològic. Als col·legis d'educació secundària hi havia 568 alumnes i als liceus tecnològics 238.

## Poblacions més properes
El següent diagrama mostra les poblacions més properes.